# Chrám svatého Jiří (Jaffa)
Chrám svatého Jiří (také Al-Khader) je chrám řecké pravoslavné církve v izraelské Jaffě ve městě Tel Aviv-Jaffa, stojící v zahradě mezi ulicemi Louise Pasteura č. 5 (vstupní brána), Ha-Migdalor a americkým hotelovým komplexem. 

## Historie
Chrám řecké ortodoxní církve v letech 1870-1871 dala postavit ortodoxní filantropická společnost arabské komunity v Jaffě, na návrší Andromedy, na skále nad mořem. Pravděpodobně je situován na základech starého kostela téhož patrocinia, jak dosvědčuje základ zdiva věže s lomeným obloukem a zazděný vchod na severní stěně předsíně. Místo bylo již od středověku křižovatkou poutníků, směřujících z přístavu do Jeruzaléma, do chrámu sv. Jiří v Lyddě či zpět. 
Kostel stojí na pozemku dosavadního hřbitova, jižně od přístavu. Filantropická společnost postupně kostel bohatě vybavila, stěny vyzdobila starožitnými ikonami a přistavěla k věži tři etáže s jehlancovou špicí a předsíň z kamenných kvádříků. Dále vysadila zahradu. 
Samostatně stojící chrám byl od roku 1958 postupně zapojen do projektu Andromeda Hill nové luxusní architektury na takzvaném návrší Andromedy. Vznikl areál obytných domů a hotelu s hřištěm a bazénem.  
Společnost vede tento privátní kostel dosud. Vstup na bohoslužby je omezen na zdejší komunitu a její hosty.

## Popis
Jednolodní sálová stavba na obdélném půdorysu má na východní straně odsazenou polokruhovou apsidu s konchou, na západní straně emporu, je zaklenuta valenou klenbou, se sedlovou střechou. Vstupní mramorový portál s reliéfem sv. Jiří v supraportě je kryt přístavbou předsíně, ze které se vstupuje také do věže. Kamenná ohradní zeď  kryje areál ze severu a východu.

## Galerie

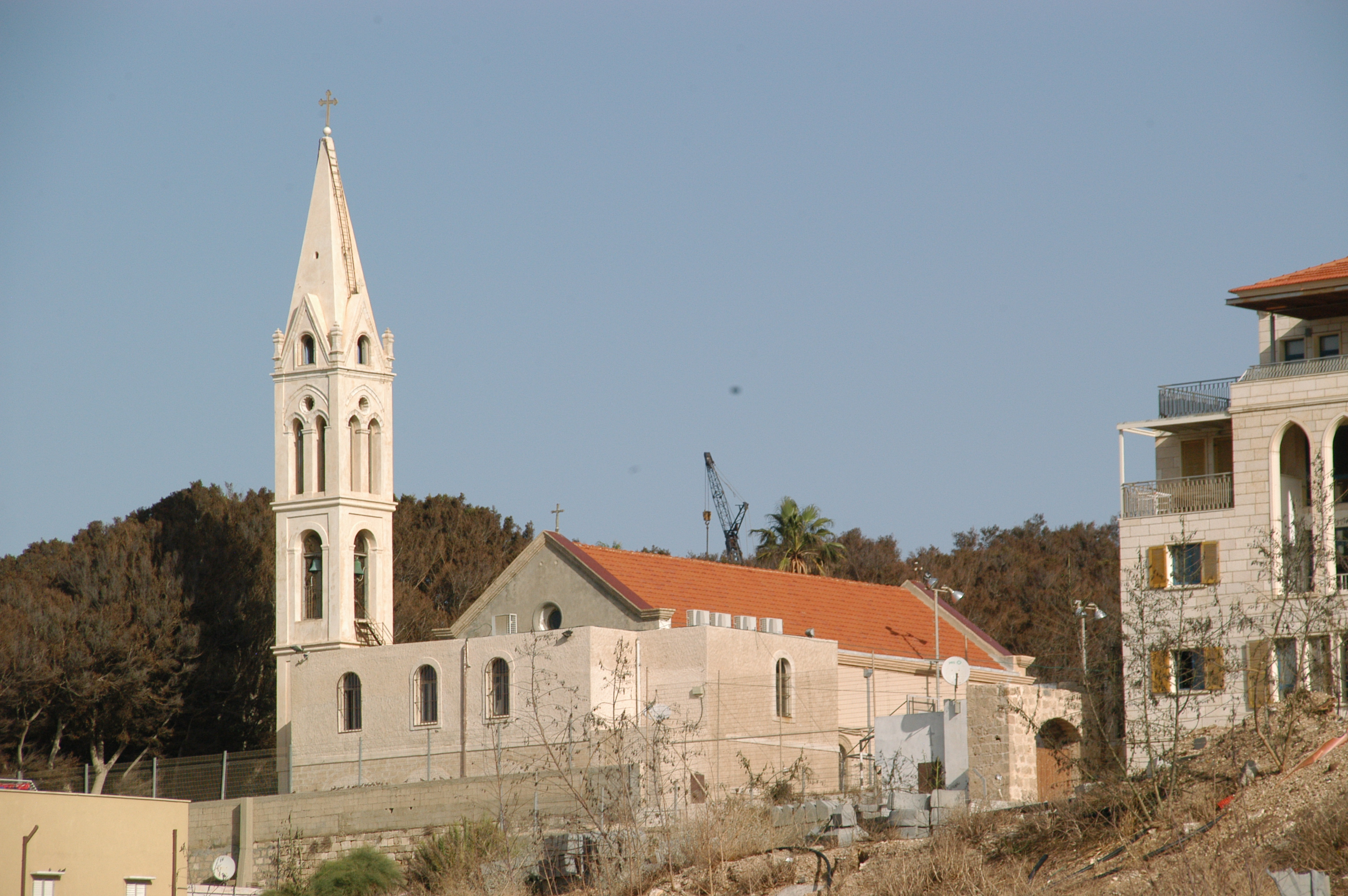
Panorama od moře
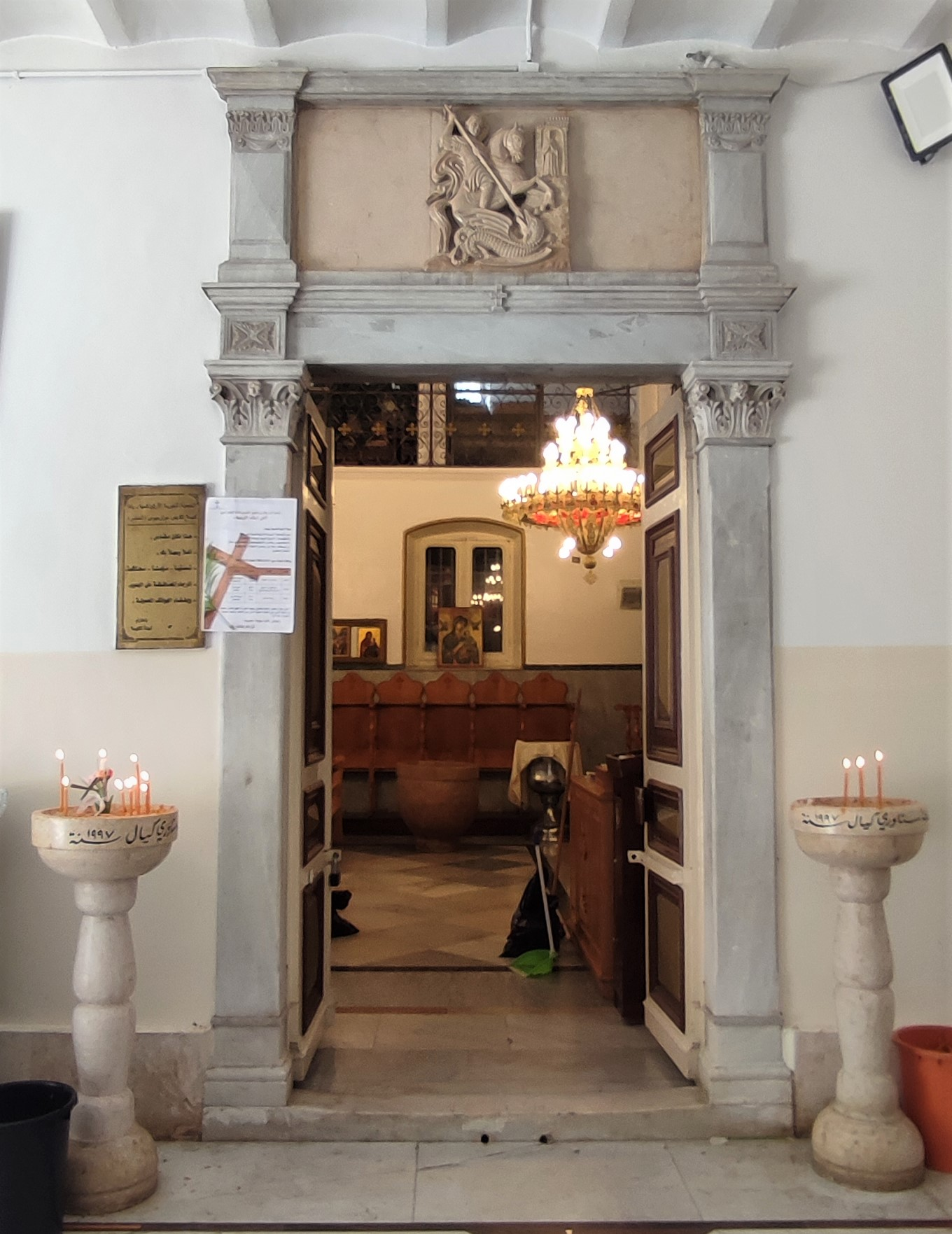
Portál z předsíně
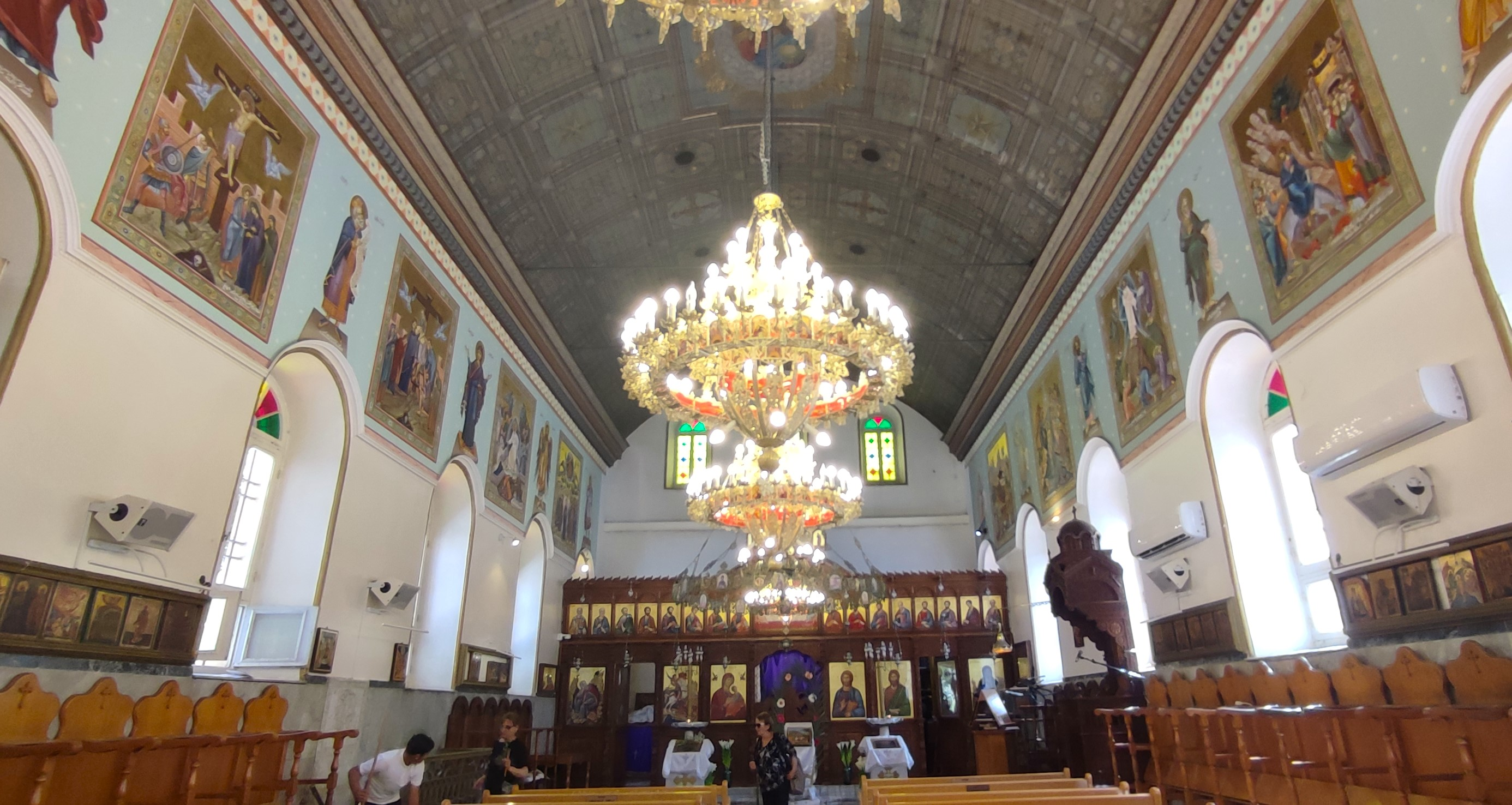
Interiér
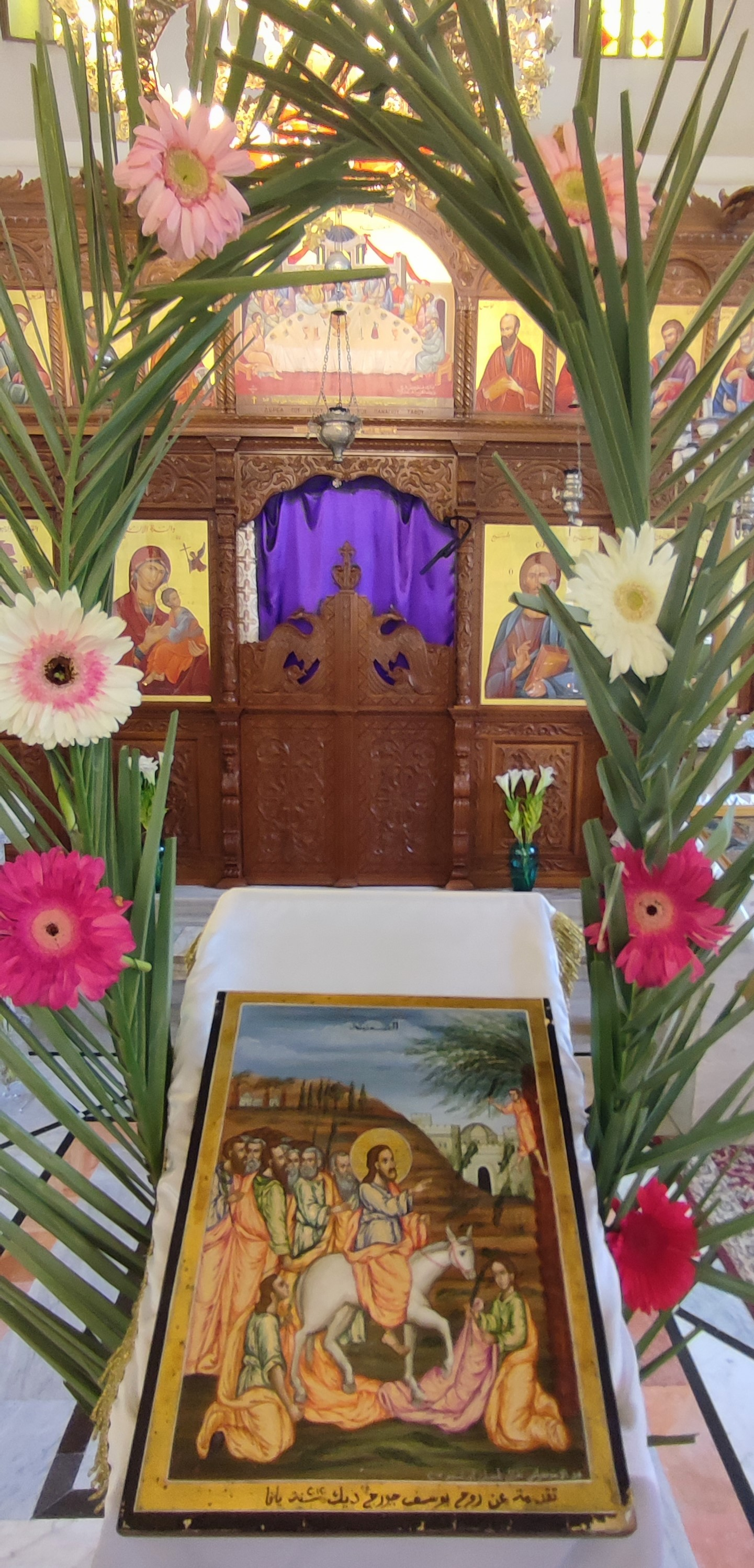
Ikona
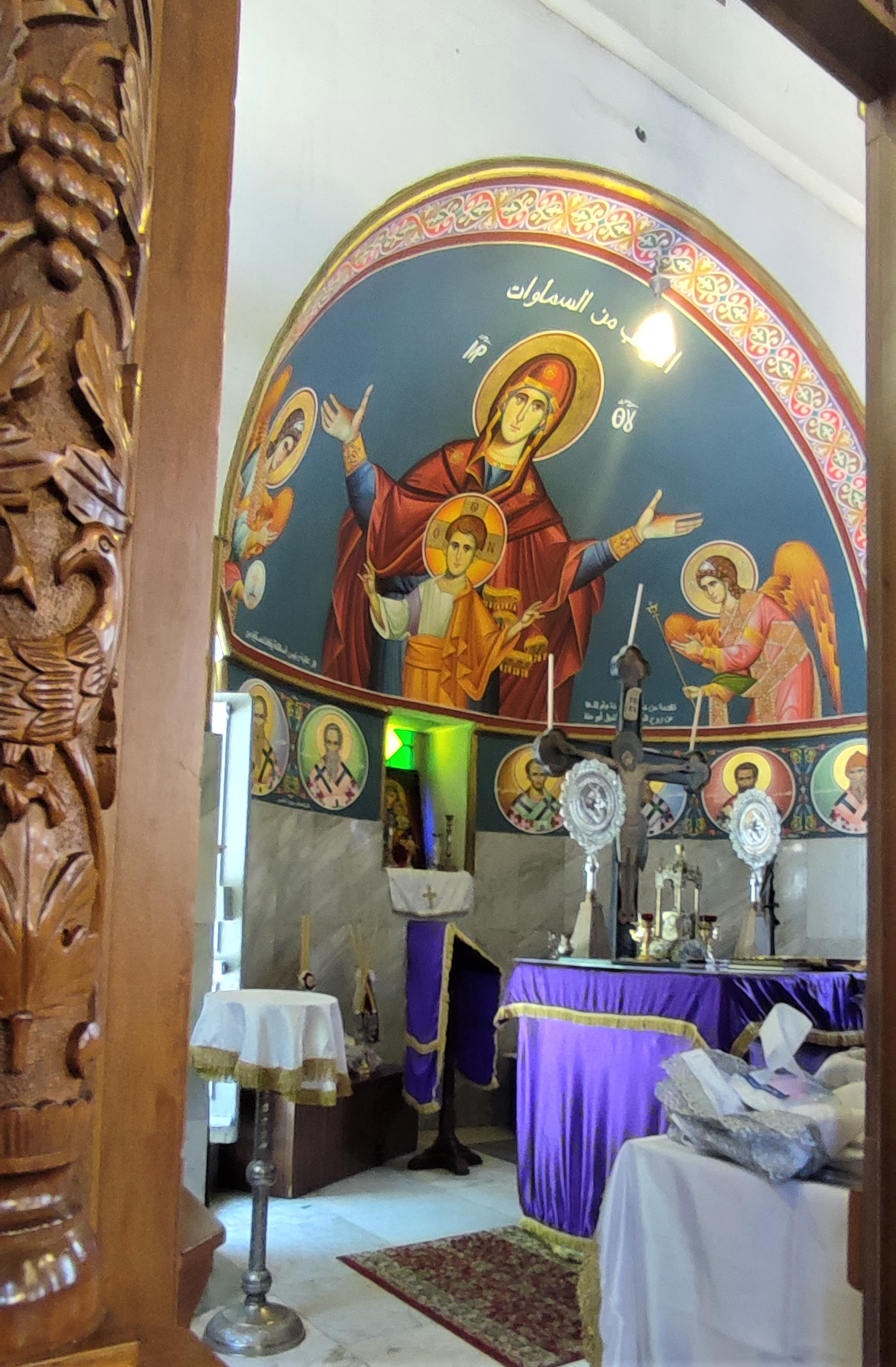
Apsida
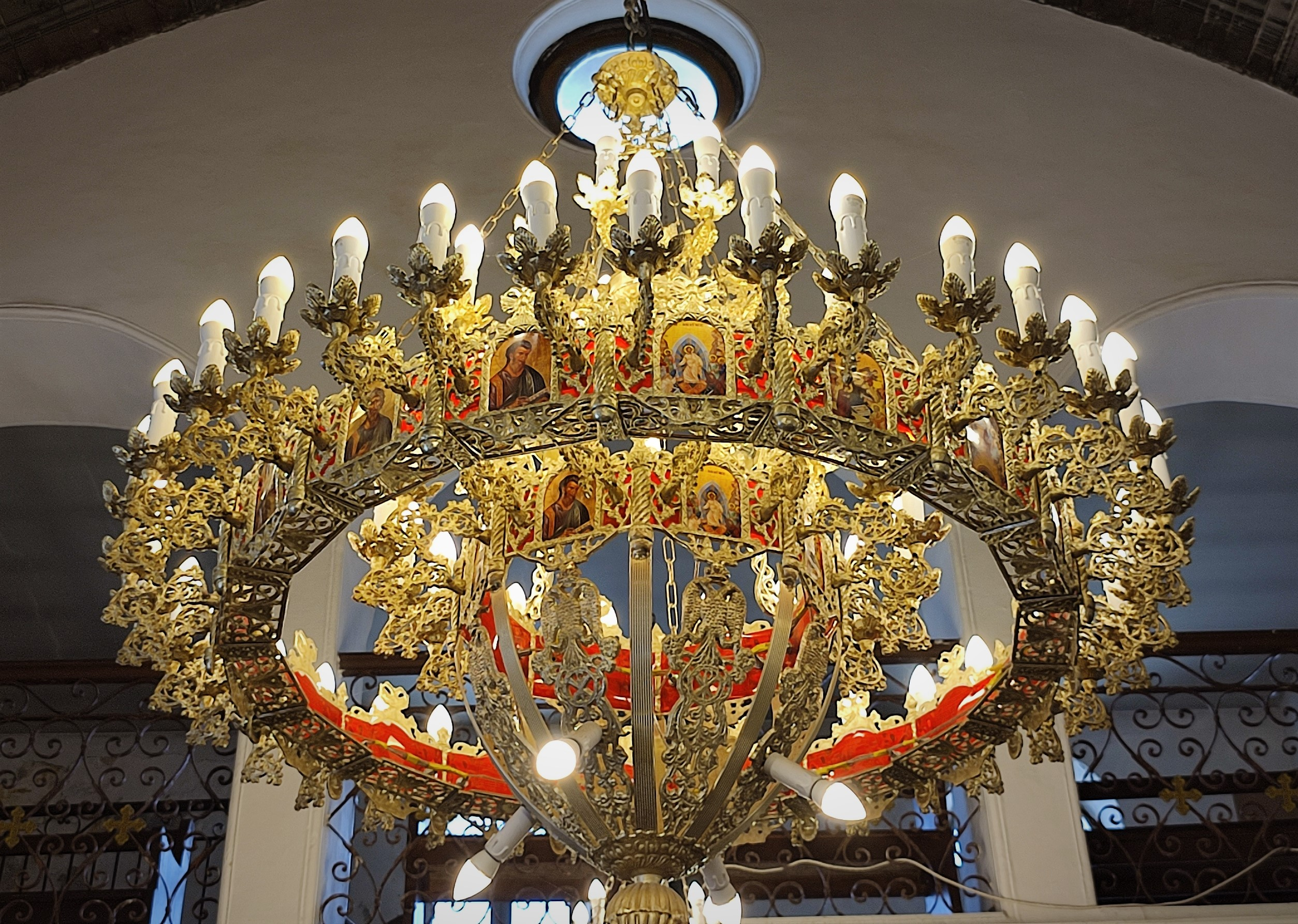
Kolový lustr